# Osman Ragheb
Osman ‚Ossie‘ Ragheb (* 11. Mai 1926 in Nablus; † 21. September 2024 in München) war ein in Deutschland lebender Schauspieler, Synchronsprecher, Synchronautor und Synchronregisseur mit ägyptischer und französischer Staatsangehörigkeit.

## Leben
Osman Ragheb wurde in Nablus während der Zeit des Völkerbundsmandats für Palästina geboren. Sein Vater war Ägypter, die Mutter eine gebürtige Österreicherin (daher seine ägyptische Staatsangehörigkeit seit Geburt). Er verbrachte die ihn künstlerisch prägenden Jahre in Alexandria. 
1944 gab er sein Spielfilmdebüt, gemeinsam mit Youssef Chahine in dessen Kurzfilm School Life. Zu dieser Zeit besuchten beide noch das Victoria College in Alexandria. Ragheb war seit den 1960er Jahren in verschiedenen Kinoproduktionen und Fernsehfilmen zu sehen. In der Fernsehserie Mit Karl May im Orient (1963) spielte er die Rolle von Hadschi Halef Omar. Er übernahm immer wieder kleine Rollen in internationalen Filmproduktionen. In der US-amerikanischen Miniserie Holocaust – Die Geschichte der Familie Weiß war er 1978 die Rolle des Herrn Levin zu sehen. 2004 zeichnete er ein kurzes, intensives Charakterporträt als betagter Hausarzt in dem Fernsehfilm Sterne leuchten auch am Tag, der seiner langjährigen Patientin Iris (gespielt von Veronica Ferres) distanziert-ironisch, aber liebevoll („Lieber Gott, schütze mich vor Hypochondern mit Internetzugang“) rät, sich ruhig und besonnen mit ihrer eventuellen unheilbaren Krankheit auseinanderzusetzen.  2010 verkörperte er den französischen Premierminister Georges Clemenceau in der Fernsehproduktion Der Gewaltfrieden.
Er war auch als Theaterschauspieler international erfolgreich tätig. Die Rolle des alten, bösartigen und gefühlskalten Geizhalses Ebenezer Scrooge in A Christmas Carol von Charles Dickens verkörperte er bei Produktionen in Göteborg und München. Außerdem hatte er Theaterengagements in Wien, Salzburg und London.
Ragheb arbeitete außerdem häufig als Synchronsprecher, wo er unter anderem Daniel Gélin, Jon Voight, Paul Winfield und Richard Bohringer seine Stimme lieh. In der Fernsehserie Der Zauberberg (1981) war er außerdem die deutsche Stimme von Naphta, der von Charles Aznavour gespielt wurde. Er war bei internationalen Produktionen als Synchronregisseur tätig, unter anderem 1993 bei Schindlers Liste. 1998 war er für die hauptsächlich in Jiddisch erfolgte Synchronfassung des französisch-rumänischen Filmdramas Zug des Lebens von Radu Mihăileanu verantwortlich. Bei internationalen Produktionen, unter anderem bei Klimt,  war er auch als Sprachcoach tätig. Als Dialect Coach betreute er unter anderem Veronica Ferres, Meryl Streep und Brad Pitt. In den 1990er Jahren nahm er mehrere Hörspiele auf. Er arbeitete auch als Sprecher für Hörbücher, unter anderem las er 2005 Michail Lermontows Roman Ein Held unserer Zeit als Hörbuch ein. 2008 nahm er die Erzählungen My son the Fanatic und The Flies von Hanif Kureishi als Hörbuch in englischer Sprache auf.
Ragheb war Geschäftsführer der Synchronfirma Soundfilm GmbH in München. Er war mit der in Nizza geborenen Marie-Paule Ragheb verheiratet, mit der er zwei Kinder hatte. Der Sohn Ziad Ragheb ist Spezialeffektkünstler. Die Tochter Mona Ragheb ist Illustratorin. Osman Ragheb lebte in München (seit 2002 französische Staatsbürgerschaft). 

## Filmografie
- 1959: Die Nackte und der Satan
- 1960: Der Satan lockt mit Liebe
- 1962: Schneewittchen und die sieben Gaukler
- 1963: Mit Karl May im Orient (Fernsehserie)
- 1963: Der schwarze Panther von Ratana
- 1964: Die fünfte Kolonne (Fernsehserie) – Der Gast
- 1964: Der Nachtkurier meldet (Fernsehserie) – Keine Rettung für Ma Hamid?
- 1967: Das Kriminalmuseum (Fernsehserie) – Die Zündschnur
- 1967: Gewagtes Spiel (Fernsehserie) – Verstummte Trommel
- 1969: Tausendundeine Nacht (Fernsehserie)
- 1969: Michael Kohlhaas – der Rebell
- 1969: Graf Yoster gibt sich die Ehre (Fernsehserie)
- 1971: Salto Mortale: Brüssel (Fernsehserie)
- 1974: Das Zeichen der Vier (Fernsehserie)
- 1976: Die 21 Stunden von München
- 1978: Holocaust – Die Geschichte der Familie Weiss (Holocaust)
- 1978: Verstecktes Ziel (Brass Target)
- 1979: Lawinenexpress (Avalanche Express)
- 1980: Der Ringer (The American Success Company)
- 1980: Agentenpoker (Hopscotch)
- 1981: Mit dem Wind nach Westen (Night Crossing)
- 1983: Der Feuersturm (The Winds of War)
- 1983: Wagner – Das Leben und Werk Richard Wagners (Fernsehserie)
- 1984: Versteckt (Forbidden)
- 1986: Killing Cars
- 1986: Väter und Söhne – Eine deutsche Tragödie
- 1989: Die schnelle Gerdi
- 1990: Dr. M
- 1990: Feuer, Eis & Dynamit
- 1993: Schindlers Liste (Schindler’s List)
- 1994: Gefährliche Spiele
- 1998: Miracle Baby/Das Ende der Fortpflanzung, wie wir sie kennen
- 2004: Sterne leuchten auch am Tag (TV)
- 2007: Der Mondbär
- 2010: Der Gewaltfrieden (TV)

## Synchronrollen (Auswahl)

### Filme
- 1984: Die unendliche Geschichte als Gmork für Alan Oppenheimer
- 1993: Schindlers Liste als Juda Dresner für Michael Schneider
- 1994: Asterix in Amerika als Magicdrinkmix (DVD-Version)
- 1997: Ausnahmezustand als Frank Haddad für Tony Shalhoub
- 1999: Tarzan als Archimedes für Nigel Hawthorne
- 2001: Der Schuh des Manitu als Häuptling Listiger Lurch für Irshad Panjatan
- 2007: Harry Potter und der Orden des Phönix als Kreacher für Timothy Bateson
- 2010: Plan B für die Liebe als Arthur für Tom Bosley

### Serien
- 1999: Hercules als Hermes für Paul Shaffer
- 2002: Ranma ½ als Happosai für Ichirō Nagai
- 2005: American Dragon als Großvater Lao Shi für Keone Young
- 2008: Damages – Im Netz der Macht als Hollis Nye (1. Stimme) für Philip Bosco
- 2011–2015: Game of Thrones als Aemon Targaryen für Peter Vaughan